# Canon Episcopi

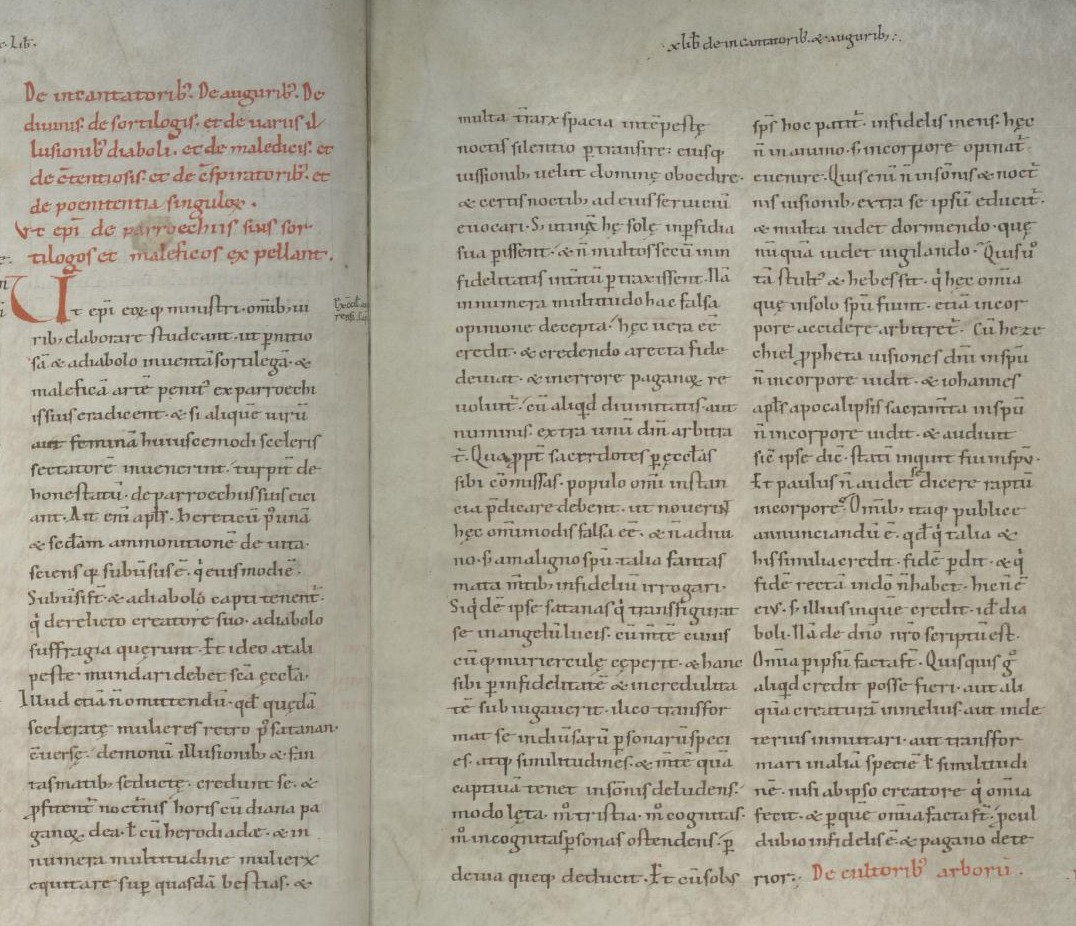
Le texte du canon Episcopi in Hs. 119 (Cologne), un manuscrit du Decretum Burchardi daté aux environs de 1020.
Début du texte du livre 10 du Decretum Burchardi (ca. 1012), le passage concerne les personnes qui se livrent aux « changements de forme ». Ce texte est considéré par la suite comme étant une description précoce du sabbat des sorcières, et constitue une condamnation de la croyance selon laquelle de tels évènements existeraient réellement.

Le titre de canon Episcopi (également capitulum Episcopi) est le nom conventionnel donné à un passage du droit canonique médiéval. Le texte vient peut-être d'un pénitentiel du Xe siècle enregistré par Regino de Prüm ; il était inclus dans le Décret de Gratien du Corpus juris canonici de c. 1140  (Decretum Gratiani, causa 26, quaestio 5, canon 12) et en tant que tel devient une partie du Droit canonique durant le Moyen Âge central.  
Il constitue une source importante à propos des croyances populaires et des coutumes paganistes ayant survécu en Francie médiane à la veille de la formation du Saint-Empire romain germanique. Le folklore décrit dans le texte reflète les résidus des croyances pré-chrétiennes environ un siècle après la christianisation de l'Empire carolingien. Sa condamnation de la croyance en la sorcellerie est un argument important utilisé par les opposants aux chasses aux sorcières durant le XVIe siècle, représentés entre autres par des personnages comme Jean Wier.
Le titre conventionnel Canon Episcopi est basé sur l'incipit du texte et est couramment utilisé depuis au moins le XVIIème.

## Histoire du texte
Selon les sources connues à ce jour, son existence est attestée pour la première fois dans le Libri de synodalibus causis et disciplinis ecclesiasticis composé par Reginon de Prüm autour de 906.
Le texte est inclus dans le Decretum de Burchard de Worms Decretum (compilé entre 1008 et 1012), une tentative précoce de compiler tous les aspects d'un code de droit canonique.
Le texte est adopté dans le Decretum d'Yves de Chartres et dans le Corpus juris canonici du Décret de Gratien aux environs de 1140 (causa 26, quaestio 5, canon 12). Comme il est inclus dans la compilation de Gratien, le texte est traité comme un canon pour le restant du Moyen Âge central, jusqu'à ce que les vues de l'Église catholique sur la sorcellerie en Europe commencent à changer durant le Moyen Âge tardif.
Le texte de Gratien n'est pas le même que celui qui est utilisé par Burchard et les traits distinctifs de son Corrector n'ont donc pas été transmis par la suite. 
Le texte de Reginon de Prüm est édité dans le Patrologia Latina, volume 132 ; le Decretum de Burchard de Worms dans le volume 140. Le texte du Corrector de Burchard a été édité séparément par Wasserschleben en 1851 et à nouveau par Schmitz en 1898.

## Contenu
L'incipit du texte de Gratien, qui donna son titre aux « canon Episcopi » indique :
Episcopi, eorumque ministri omnibus modis elaborare studeant, ut perniciosam et a diabolo inventam sortilegam et magicam artem ex parochiis suis penitus eradicent, et si aliquem virum aut mulierem hujuscemodi sceleris sectatorem invenerint, turpiter dehonestatum de parochiis suis ejiciant. 
« Les évêques et leurs ministres devraient faire tous les efforts possibles pour leur permettre d'éradiquer les arts pernicieux de la divination et de la magie, inventés par le diable, de leurs paroisses, et s'ils trouvent un homme ou une femme adhérant à ce type de crime, ils devraient les exclure, déshonorés de leurs paroisses. »
Cette condamnation de « l'art pernicieux de la divination et de la magie » (magicam étant changé par Gratien pour devenir maleficam) est justifié par une référence à L'Épitre à Tite, 3:10-11, sur l'hérésie.
Ensuite suit une description des erreurs de certaines « vilaines femmes » (quaedam sceleratae  mulieres) qui, déçues par Satan, croient rejoindre la suite de la déesse païenne Diane (ce à quoi Burchardus ajoute : vel cum Herodiade « ou avec Herodias ») durant les heures de la nuit, couvrant une grande distance en chevauchant des bêtes, tout en étant appelées certaines nuits au service de leur maîtresse. Celles qui croient en de telles choses sont condamnées par le texte en des termes non équivoques (« elles mourront seulement dans leur perfidie sans en attirer d'autres avec elles »), en déplorant le grand nombre de gens qui retombent (relaps) dans l'erreur du paganisme en développant de telles croyances. Pour cette raison, le texte donne l'instruction aux prêtres d'enseigner à chaque moment que de telles croyances et fantasmes sont inspirés par un esprit diabolique. 
Le paragraphe suivant présente un compte rendu des moyens par lesquels Satan prend possession de l'esprit de ces femmes en leur apparaissant sous de multiples formes, et une fois leur esprit captif, les déçoit en leur donnant des rêves (transformat se in diversarum personarum species atque similitudines, et mentem quam captivam tenet in somnis deludens, modo laeta, modo tristia, modo cognitas, modo incognitas personas, ostendens, per devia quaeque deducit).
Le texte souligne que la croyance hérétique tient au fait de croire que ces transformations ont lieu dans le corps, quand elles sont en réalité des visions oniriques inspirées à l'esprit (Et cum solus spiritus hoc patitur, infidelis mens haec non in animo, sed in corpore evenire opinatur).
Le texte indique qu'il est normal d'avoir des visions nocturnes dans lesquelles on voit des choses que l'on ne verrait jamais éveillé, mais qu'il est d'une grande stupidité de croire que les événements dont on fait l'expérience via la vision donnée par le rêve puissent prendre place dans le corps. Des exemples sont ajoutés, comme Ézéchiel expérimentant des visions prophétiques dans son esprit, et non dans son corps, les visions de l'Apocalypse, qui sont vues en esprit et non vécues, ainsi que le récit de Paul de Tarse, qui décrit son expérience à Damas comme une vision et non une occurrence physique.
Le texte conclut en répétant qu'il faut prêcher publiquement que les personnes qui adhèrent à ces croyances ont perdu la foi, croyant non pas en Dieu mais au Diable, et toute personne pensant qu'il est possible de se transformer en une créature différente s'éloigne encore plus du chemin de la foi qu'un infidèle (procul dubio infidelis ; ce à quoi Burchard ajoute : « et pire qu'un païen », et  pagano deterior).

## Réception
Le canon Episcopi a reçu une grande attention de la part des historiens s'intéressant à la période de la chasse aux sorcières, en tant que texte documentant la position théologique de l'Église catholique au sujet de la sorcellerie.
La position prise par l'auteur est que ces rites dianiques n'existent pas, ils sont des aberrations, des rêves et des fantasmes. C'est la croyance en la réalité de ces illusions qui constitue une hérésie susceptible d'excommunication. La position ici est que le diable est réel, mais que ses illusions ne prennent pas corps dans la réalité. Ce traitement sceptique de la magie contraste d'une façon considérable avec les sanctions prises dans les procès en sorcellerie au début des temps modernes par l'Église dans les siècles suivants, à commencer par la bulle pontificale Summis desiderantes affectibus de 1484. Il est cependant important de noter que depuis la publication du Flagellum haereticorum fascinariorum de Nicholas Jacquier, l'autorité du canon Episcopi concernant la non-réalité des rites de sorcellerie ne fait plus l'unanimité dans le corps catholique, ce qui pourrait être mis en lien avec lesdites sanctions prises au début des temps modernes, et particulièrement après 1580.
Les protagonistes des procès étaient conscients de ce problème, et les auteurs du Malleus Maleficarum, un manuel de chasse aux sorcières de 1487 ayant joué un rôle crucial dans la propagation de la chasse aux sorcières, sont forcés de réargumenter en faveur d'une réinterprétation du canon Episcopi pour réconcilier les vues de ce dernier avec leur croyance en la réalité et l'efficacité de la sorcellerie.
Leurs détracteurs aux XVIe et XVIIe siècles feront également référence au canon Episcopi, tel par exemple Jean Wier dans son De praestigiis daemonum (1563).
Burchard de Worms ajoute dans un passage le personnage de la princesse Hérodiade, issu du Nouveau Testament, à sa copie du document, et celle de la déesse de la mythologie germanique Holda dans un autre[Information douteuse]. Au XIIe siècle, Hugues de Saint-Victor cite le canon Episcopi comme indiquant « Diana Minerva »[réf. nécessaire]. Des éditions ultérieures incluent les noms de « Benzozia » et « Bizazia ». À l'époque contemporaine, la description du texte des sabbats de sorcières dédiés à Diane ont donné naissance à l'hypothèse d'une religion médiévale des sorcières, une théorie souvent associée à Margaret Murray et adoptée plus tard par Gerald Gardner et ses adeptes de la Wicca. La mention par Burchard d'Hérodiade est plausible, spécifiquement les théories de Charles Godfrey Leland présentées dans Aradia, or the Gospel of the Witches (1899), et reprises dans Stregheria de Raven Grimassi.